# Šarišské Lúky
Šarišské Lúky (v minulosti i Šebešské Lúky, Kelemešské Lúky, maď. Sebeskellemes nebo Sebeskellemesiretek) je místní část obce Ľubotice u Prešova. Založili ji v polovině 18. století Židé převážně původem z Haliče jako jedno z východoslovenských židovských předměstí, ghett. Od poloviny 19. století začal počet židovského obyvatelstva Šarišských Luk klesat v důsledku vystěhovalectví hlavně do nedalekého Prešova.
Šarišské Louky s Ľuboticemi až do 40. let 20. století nesouvisely. Až do přičlenění k Prešovu v roce 1971 byly samostatnou obcí. Místní částí Ľubotice jsou od roku 1990.
Místní židovská obec postavila synagogu, která tam stojí dodnes a v současnosti je využívána jako kostel řecko-katolické církve. V období socialismu v ní byl umístěný sklad textilu (klobouků).
V roce 1944 byli Židé z obce deportováni do vyhlazovacího tábora, ze kterého se nikdo nevrátil. Přežila jediná obyvatelka židovského původu, kterou před deportací rodiče dali pokřtít.